# Torralba d’en Salord
Torralba d’en Salord (auch Torralba d’en Salort) ist eine archäologische Ausgrabungsstätte auf der spanischen Baleareninsel Menorca. Die Siedlung entstand in der Bronzezeit und wurde bis ins 13. Jahrhundert bewohnt.

## Grabungsgeschichte
Im Komplex von Torralba d’en Salord auf der Baleareninsel Menorca, Spanien wurden zwischen 1973 und 1981 von William H. Waldren (1924–2003) und Manuel Fernández-Miranda (1946–1994) sieben archäologische Grabungskampagnen durchgeführt. Sie konzentrierten sich auf den Hypostylonsaal, die Stätte der Taula und den westlichen Talayot. Noch nicht ausgegraben sind der große östliche Talayot und zahlreiche verstreute Reste, die zur prähistorischen Siedlung gehören und halb eingegraben ihrer Bergung entgegensehen. Ferner sind dies die Reste eines alten Baus, die anscheinend zum alten Landhaus von Torralba gehören und von dem noch einige Mauern und die Reste einer Kapelle stehen, die vielleicht aus dem Mittelalter stammt.

## Beschreibung

### Der Hypostylonsaal (Säulensaal)

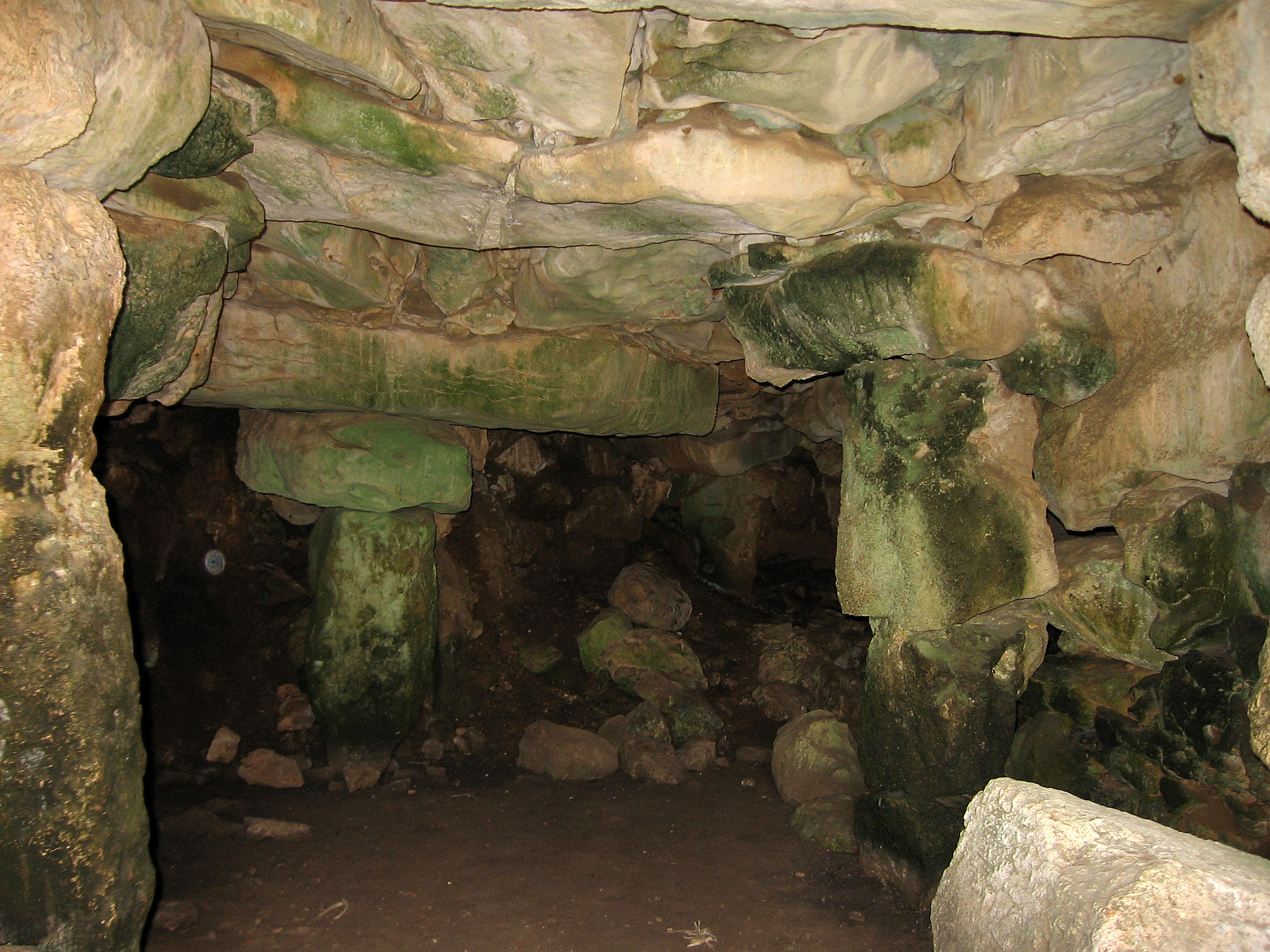
Hypostylonsaal in Torralba d’en Salord

Räume mit unklarer Funktion bekamen diesen Namen aufgrund der sie prägenden Bauteile. Sie weisen ein Dach aus flachen glatten Steinen auf, das sich auf mono- oder polylithische Säulen stützt. Hypostyloi stehen isoliert da oder sie finden sich auf der Insel in talayotischen Siedlungen wie Torre d’en Galmés. Der vollständig ausgegrabene Saal von Torralba ist der einzige, auf dessen Dach noch der gut abgegrenzte Erdhügel erhalten ist. Inzwischen sind Überlegungen angestellt worden, ob die Taulastätten nicht Reste vergrößerter Hypostyloi sind.

### Die Stätte der Taula
Die Stätte der Taula hat die Form eines Hufeisens, das in vorgeschichtlicher Zeit in vielen Kulturen zu den prägenden Baulichkeiten gehört. Ihre Fassade ist leicht nach innen gewölbt (konkav). Die inneren und äußeren Mauern, die den Platz der Taula umgeben, wurden aus sorgfältig bearbeiteten Steinen gebaut. Die Taula selbst besteht aus zwei großen behauenen Monolithen, die ein „T“ bilden. Der tragende Stein hat in Torralba d’en Salord eine Höhe von 4,30 m bei einer Breite von 2,44 m und einer Dicke zwischen 0,43 und 0,53 m. Der aufliegende Stein hat die Form eines auf seiner Deckfläche stehenden vierseitigen Pyramidenstumpfs und ist etwa 3,66 bis 3,86 m lang, 1,10 bis 1,24 m breit und 0,73 m dick. Die Taula von Torralba d’en Salord ist damit eine der größten auf der Insel. Durch die Ausgrabung wurde endgültig die Funktion derartiger Denkmäler bestätigt. Die Existenz eines großen, von einer Kreisformation begrenzten Aschebereichs, der sich im vorderen Teil der Hufeisenstruktur rechts des Portals befindet, muss als Brandopferplatz gedeutet werden. Auf ihm und in anderen geschlossenen Bezirken im Inneren dieser Stätte wurden Keramikbruchstücke und Knochen von Schweinen, Ziegen und zerteilten Rindern gefunden, die ohne Zweifel Reste ritueller Opfer darstellen.

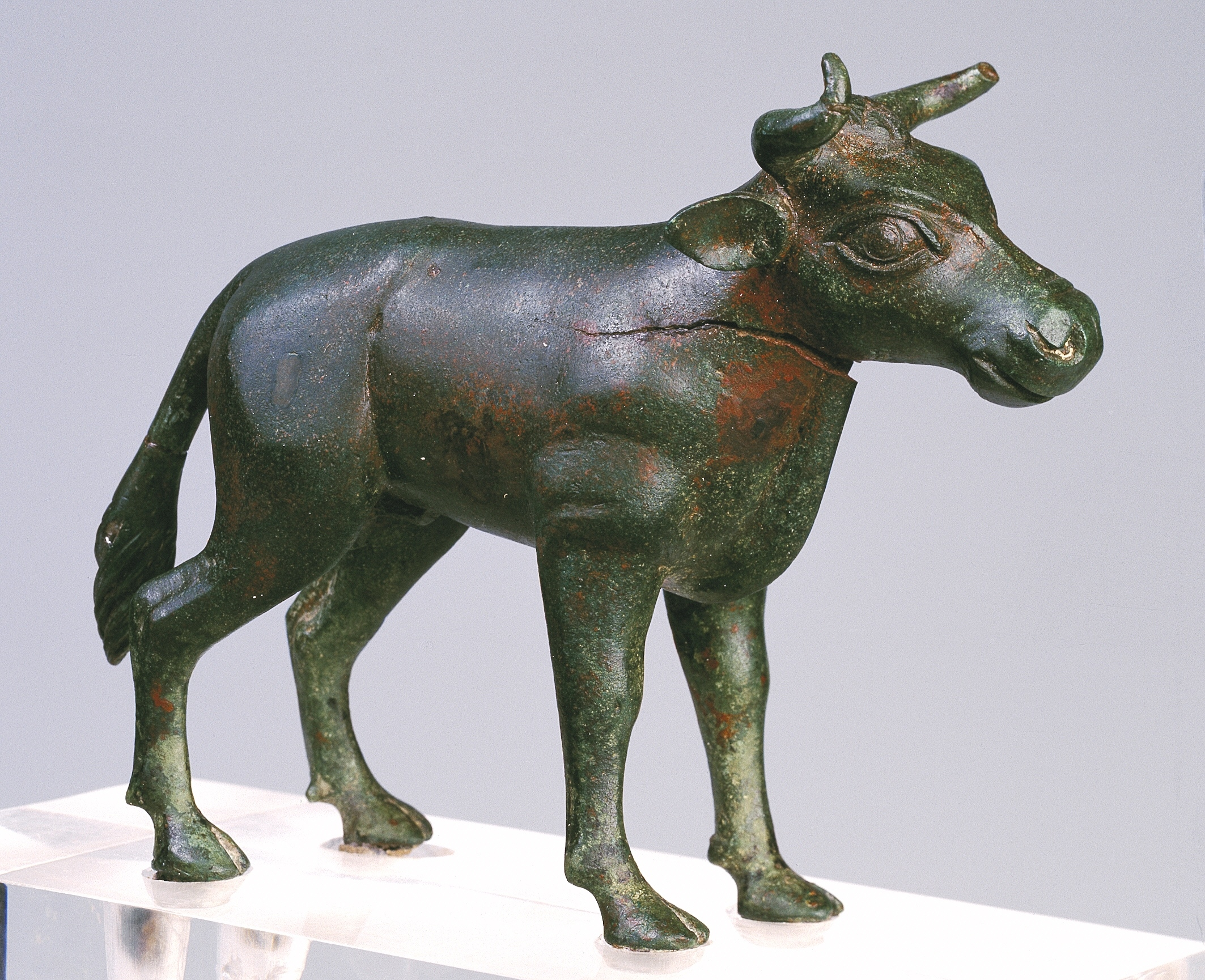
Bronzene Stierfigur von Torralba d’en Salord (Museu de Menorca)

Die Grabungen erbrachten auch andere symbolisch-religiöse Funde. Das Bronzefigürchen eines Stiers und einige kleine, mit Formen hergestellte Räucherpfannen aus Terrakotta. Sie stellen die punische Göttin Tanit dar und lagen hinter der Taula, links neben einem Altar oder Steinunterbau, der noch an seiner Originalstelle steht. Auf seiner flachen Oberfläche waren die mit Blei befestigten, in kleinen Löchern des Steins haftenden Hufe eines Tieres zu sehen, das ebenfalls aus Bronze und etwas größer als der Stier war.
Klar scheint auch die Zeitstellung zu sein, denn auch wenn sich aufgrund der C14-Analyse und der Funde römischer Keramiken aus dieser Zeit mit absoluter Sicherheit deren Verwendung bis zum Ende des 2. Jahrhunderts n. Chr. belegen ließ, so wurden sowohl in einer Aushöhlung des Felsbodens als auch an der Begrenzungsmauer Daten um das Jahr 1000 v. Chr. herum ermittelt.

### Die Talayots

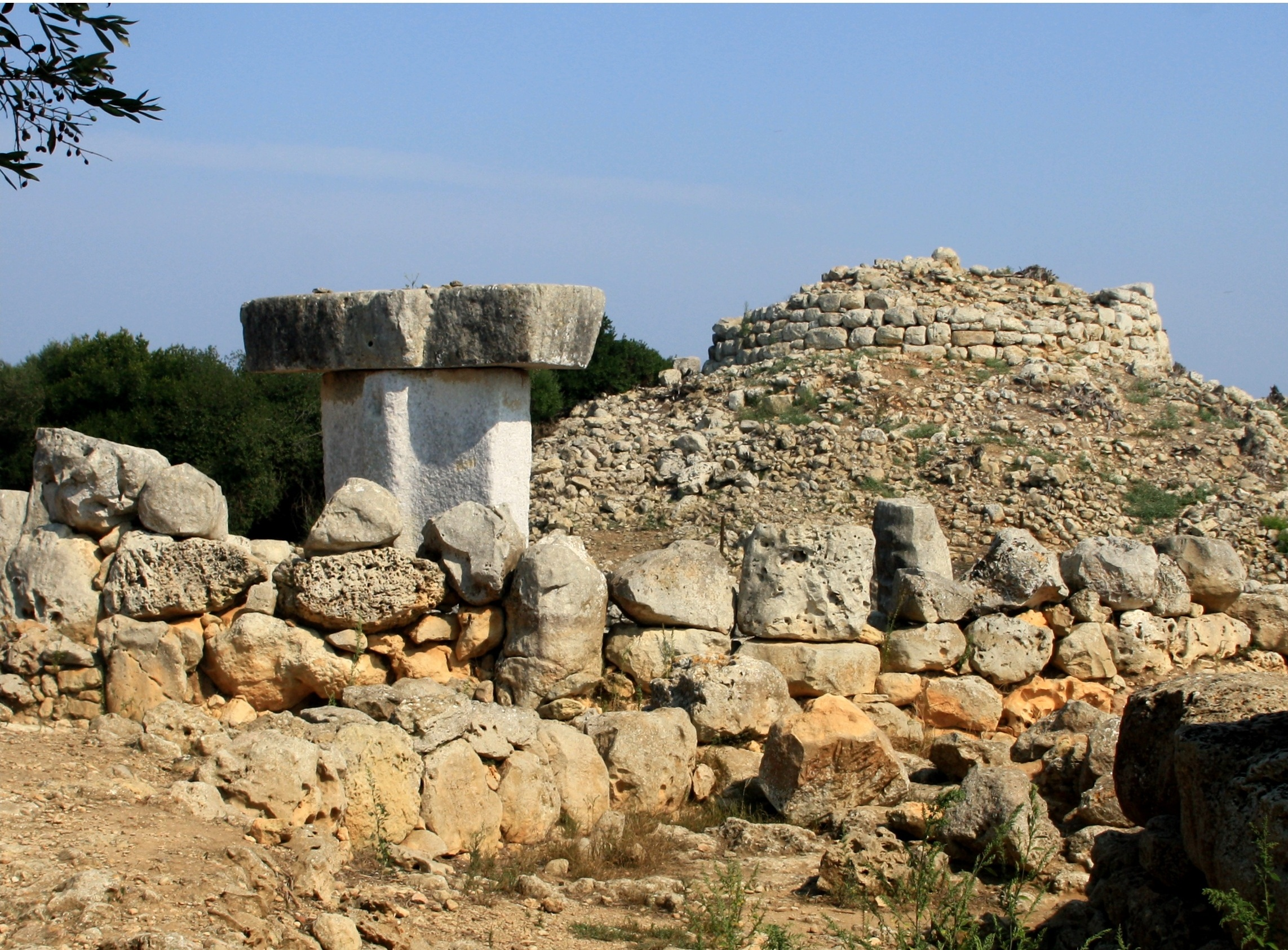
Taula und großer Talayot

In Torralba stehen zwei Talayots. Der mit dem größeren Durchmesser und einem fast zylindrischen Stein auf der Spitze befindet sich in einer erhöhten Position und hat wahrscheinlich Anbauten, die erst durch künftige Grabungen zu belegen sind. Der andere Talayot steht im Rücken der Taula und wurde bereits ausgegraben. Möglicherweise wird durch die Vegetation noch das Fundament eines dritten Talayots verborgen, obschon dessen Existenz unsicher ist. Vom ausgegrabenen Talayot ist nur ein Teil der Außenmauer erhalten. Sie war mit Steinen enormer Abmessung gebaut. Er wurde durch die C14-Analyse auf 1200 v. Chr. datiert. Ein Teil der fehlenden Blöcke wurde etwa zweihundert Jahre später für den Bau der Stätte mit der Taula verwendet. Die Ausgrabung unter dem inneren Boden des Talayots gestattete den Nachweis eines prätalayotischen Baus mit ovalem Grundriss, dessen Mauern mit Steinen kleinerer Größe gebaut worden waren. In ihm wurde ein Gefäß mit verkohltem Getreide gefunden, das C14-datiert eine Zeitstellung um 1310 v. Chr. ergab.

### Sonstiges

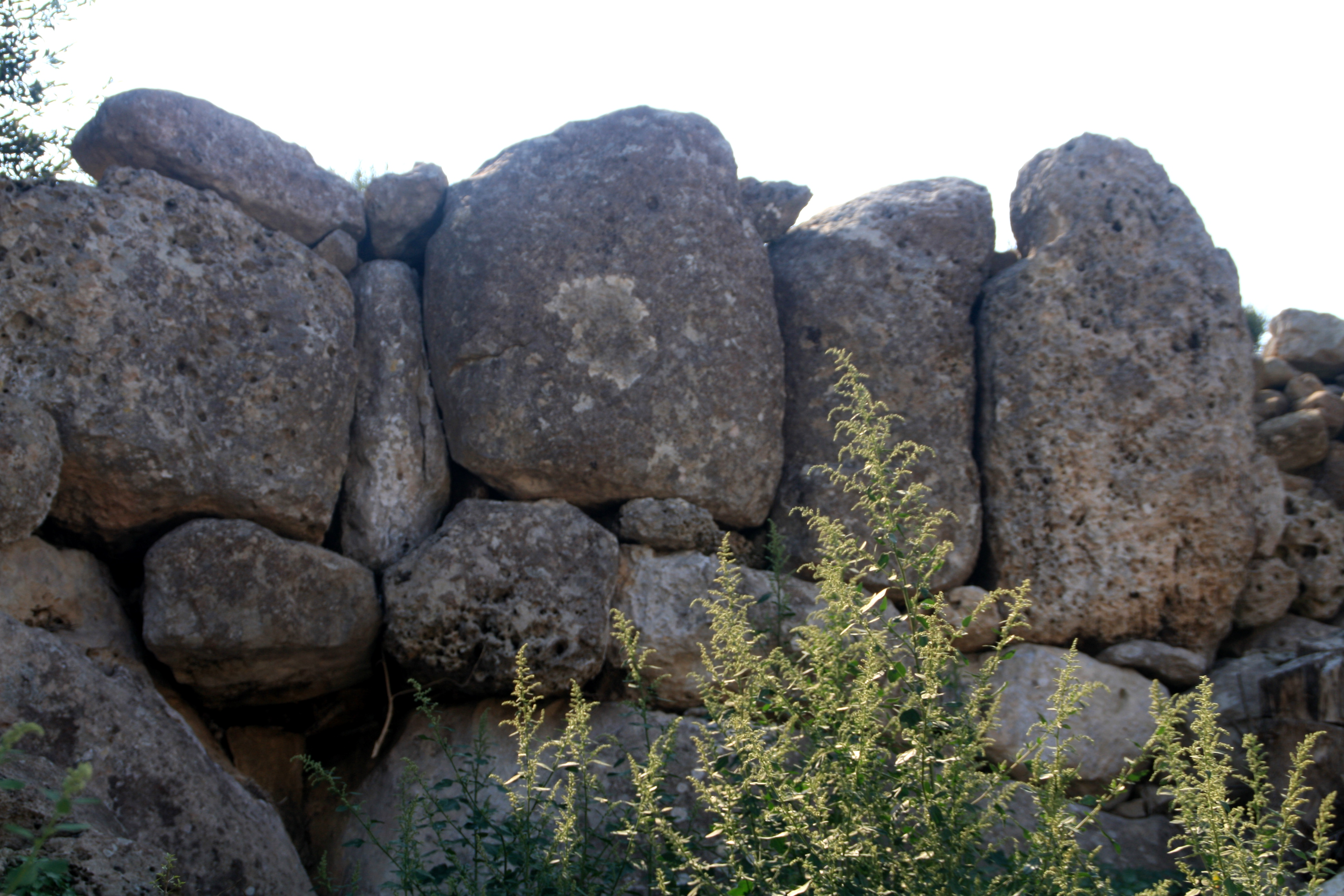
Reste der Zyklopenmauer

Interessante Reste, die in Torralba d’en Salord zu sehen sind, aber noch nicht untersucht wurden, sind die einer zyklopischen Mauer, die die Stätte wahrscheinlich einmal völlig umgab. Auf Spanisch allgemein Sitjots genannte Behälter zur Wasserspeicherung sowie mehrere artifizielle Höhlen, die möglicherweise eine Bestattungsfunktion hatten, liegen in dem Komplex. In der Nähe ist auch eine aus dem Fels geschlagene Tenne und ein kleiner Stall mit dazugehörigem Gatter und der Brunnen Na Patarrà zu sehen.

## UNESCO-Weltkulturerbe
Torralba d’en Salord gehört zu den 24 archäologischen Stätten, die seit 2023 als „Talayotisches Menorca“ zum Weltkulturerbe zählen.
Die talayotische Siedlung von Torralba d’en Salord ist als Kulturgut (Bien de Interés Cultural) unter der Registriernummer R-I-51-0003227-00000 geschützt.